# ジャン・ヴィポトニク
ジャン・ヴィポトニク（Žan Vipotnik、2002年3月18日 - ）は、スロベニア・ツェリェ出身のサッカー選手。リーグ・ドゥ・FCジロンダン・ボルドー所属。ポジションはFW。スロベニア代表。

## クラブ経歴
2015年からNKマリボルの下部組織で育成され、トップチームデビュー未経験のまま2021年1月19日、マリボルと同じリーグを戦うNDゴリツァへ2020-21シーズン終了までの契約でレンタル移籍をした。ゴリツァでは、プロ初ゴールとなる得点を奪ったが、リーグ戦17試合の出場で得点はその1得点のみだった。また、2021-22シーズンの後半戦は、レンタル移籍という形でドルガ・リガのNKトリグラフ・クラーニでプレーし、11試合で1度のハットトリックを含む8得点を挙げた。
トリグラフ・クラーニからのレンタルバック後、2022-23シーズンをNKマリボルでプレーすることとなったヴィポトニクは、第11節のマリボルでのシーズン初ゴールを皮切りに、19節のNKラドムリェ戦でのハットトリックなど得点を積み重ね、その11節からのリーグ戦10試合で10得点を挙げる活躍を見せた。
2023年7月5日、リーグ・ドゥに所属していたFCジロンダン・ボルドーへ移籍し、5年契約を結んだ。

## 代表経歴
2017年からスロベニアの各世代別代表を経験し、2023年3月23日、UEFA EURO 2024予選のカザフスタン代表戦でスロベニア代表デビューを果たすと70分に1-1からの決勝点を挙げて2-1での勝利に貢献した。得点時ヴィポトニクは21歳5日であったが、これは同国史上ベンヤミン・シェシュコに次ぐ2番目の若さでの得点となった。
UEFA EURO 2024に選出

## タイトル

### 個人
- プルヴァ・リガ得点王 : 1回 (2022-23)